# Canton de La Ferté-Frênel
Le canton de La Ferté-Frênel est une ancienne division administrative française située dans le département de l'Orne et la région Basse-Normandie.

## Géographie
Ce canton était organisé autour de La Ferté-Frênel dans l'arrondissement d'Argentan. Son altitude varie de 189 m (Anceins) à 331 m (Saint-Evroult-Notre-Dame-du-Bois) pour une altitude moyenne de 249 m.

## Représentation

### Conseillers d'arrondissement (de 1833 à 1940)
| Période                                  | Période      | Identité                            | Étiquette       | Qualité |
| ---------------------------------------- | ------------ | ----------------------------------- | --------------- | --- |
| 1833                                     | 1848         | M. de Latouche                      |                 | Juge de paix à La Ferté-Frênel                                                                              |
| 1848                                     |              | Pierre Dorbec-Laboulaye             |                 | Propriétaire à Gauville                                                                                     |
|                                          |              |                                     |                 | |
| av.1868                                  |              | Désiré Louis Regnard (1808-1885)    |                 | Notaire, ancien maire de La Ferté-Frénel                                                                    |
|                                          |              |                                     |                 | |
| 1910                                     | 1919         | Gabriel Gibory                      |                 | Médecin, maire de Villers-en-Ouche                                                                          |
| 1919                                     | 1934         | Eugène Camille Grimbert (1873-1939) |                 | Notaire, maire de La Ferté-Frênel                                                                           |
| 1934                                     | 1938 (décès) | Jean Léon Peloni (1892-1938)        |                 | Maire de Saint-Evroult-Notre-Dame-du-Bois                                                                   |
| 9 oct. 1938                              | 1940         | Joseph Goment                       | Union Nationale | Agriculteur, maire de Glos-la-Ferrière                                                                      |
| 1940                                     |              |                                     |                 | Les conseils d'arrondissement ont été suspendus par la loi du 12 octobre 1940 et n'ont jamais été réactivés |
| Les données manquantes sont à compléter. |              |                                     |                 | |

### conseillers généraux de 1833 à 2015
| Période | Période          | Identité                                | Étiquette | Qualité |
| ------- | ---------------- | --------------------------------------- | --------- | --- |
| 1833    | 1839             | Jean-Rodolphe du Chapelet de Maillebois |           | Notaire et maire de La Ferté-Frênel                                                                                       |
| 1839    | 1847 (démission) | Bernard Louis Auguste Fleury            |           | Manufacturier à Laigle |
| 1847    | 1848             | Léon Masson                             |           | Propriétaire à Alençon, ancien sous-préfet                                                                                |
| 1848    | 1854             | Alphonse Louis Nau de Sainte-Marie      |           | Inspecteur des Finances, propriétaire à Saint-Evroult-Notre-Dame-du-Bois                                                  |
| 1854    | 1869 (décès)     | Pierre-Auguste de la Rouvraye           |           | Maire de Saint-Nicolas-de-Sommaire                                                                                        |
| 1869    | 1870             | Léon Masson                             |           | Propriétaire à Saint-Nicolas-des-Laitiers, ancien préfet                                                                  |
| 1870    | 1871             | Jacques-Michel Le Couturier             |           | Notaire, conseiller municipal de Glos-la-Ferrière                                                                         |
| 1871    | 1925             | Gustave Bouteillier (1840-1930)         | RG        | Médecin, maire de La Ferté-Frênel (1878-1884)                                                                             |
| 1925    | 1931             | Jean André Vincent                      | RG        | Maire de La Ferté-Frênel                                                                                                  |
| 1931    | 1940             | Paul Gomant                             | RG        | Propriétaire, adjoint au maire de La Ferté-Frênel                                                                         |
|         |                  |                                         |           | |
| 1943    | 1945             | Robert Tirlot                           |           | Président de la délégation spéciale de La Ferté-Frênel, nommé conseiller départemental en 1943                            |
|         |                  |                                         |           | |
| 1945    | 1951             | Paul Gomant                             | DVD       | Propriétaire à La Ferté-Frênel                                                                                            |
| 1951    | 1972 (décès)     | André Paris (1910-1972)                 | DVD       | Commerçant, éleveur, maire de Villers-en-Ouche                                                                            |
| 1972    | 1986 (décès)     | Gérard Nouhant (1932-1986)              | CNI       | Directeur de l'hebdomadaire Le Réveil Normand , propriétaire, maire de Bocquencé                                          |
| 1986    | 1994             | Simone Nouhant (épouse du précédent)    | app.RPR   | Propriétaire à Bocquencé                                                                                                  |
| 1994    | 2015             | Michel Le Glaunec                       | DVD       | Employé, adjoint au maire de Gauville, président de la CC du Canton de La Ferté-Frênel, vice-président du conseil général |

## Composition

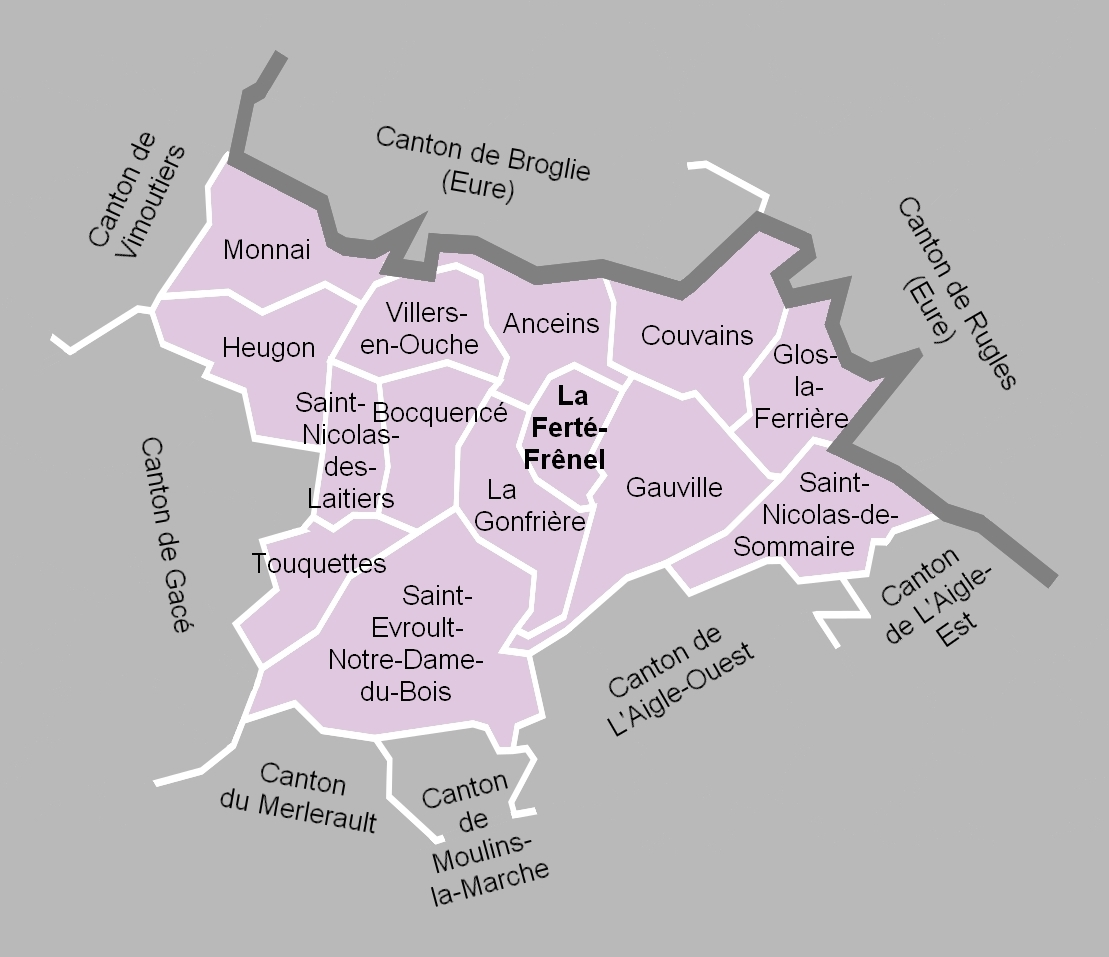
La carte des communes du canton. Les cantons limitrophes étaient ceux de Vimoutiers, de Broglie, de Rugles, de L'Aigle-Est, de L'Aigle-Ouest, de Moulins-la-Marche, du Merlerault et de Gacé.

Le canton de La Ferté-Frênel comptait 4 373 habitants en 2012 (population municipale) et groupait quatorze communes :
- Anceins ;
- Bocquencé ;
- Couvains ;
- La Ferté-Frênel ;
- Gauville ;
- Glos-la-Ferrière ;
- La Gonfrière ;
- Heugon ;
- Monnai ;
- Saint-Evroult-Notre-Dame-du-Bois ;
- Saint-Nicolas-des-Laitiers ;
- Saint-Nicolas-de-Sommaire ;
- Touquettes ;
- Villers-en-Ouche.

À la suite du redécoupage des cantons pour 2015, toutes les communes sont rattachées au canton de Rai.

### Anciennes communes
Les anciennes communes suivantes étaient incluses dans le territoire du canton de La Ferté-Frênel :
- Ternant, absorbée en 1839 par Monnai.
- Saint-Michel-de-Sommaire et Saint-Pierre-de-Sommaire, absorbées en 1839 par Saint-Nicolas-de-Sommaire.
- Soccane, absorbée en 1840 par Couvains. Le lieu-dit est aujourd'hui la Saucanne.
- Le Douet-Artus, absorbée en 1840 par Heugon. Le lieu-dit est aujourd'hui orthographié le Douet-Arthus.
- Marnefer, absorbée en 2001 par Couvains.

## Démographie
| 1962  | 1968  | 1975  | 1982  | 1990  | 1999  | 2006  | 2011  | 2012  |
| ----- | ----- | ----- | ----- | ----- | ----- | ----- | ----- | ----- |
| 4 498 | 4 138 | 3 718 | 3 777 | 3 804 | 4 017 | 4 327 | 4 417 | 4 373 |